# Dananir al Barmakiyya
Dananir al Barmakiyya, död 810-talet, var en abbasidisk qiyanartist.
Hon föddes i Medina och utbildades till qiyan. Hon köptes av Jahja ibn Khalid och uppträdde i hans hus i Bagdad, dit kalifen Harun al-Rashid kom för att se henne recitera dikter, sjunga och spela musik. 
Hon är främst känd som författare till sångboken Kitab mujarrad al-aghani .